# Escadre du fleuve Mississippi
L'Escadre du fleuve Mississippi (en anglais: Mississippi River Squadron) désigne les unités navales de l'Union qui agissaient sur le Mississippi et les rivières attenantes durant la Guerre de Sécession ; elle est généralement connue sous le nom de flottille de l'Ouest ou flottille du Mississippi.

## Histoire
Cette escadre de marine fluviale est constituée le 16 mai 1861, sous le contrôle de l'armée fédérale jusqu'au 30 septembre 1862. Son premier commandant est John Rodgers, responsable et de sa constitution et de son organisation. Andrew H. Foote succède à Rodgers et pousse le commandant de l'armée de l'Ouest, le major général Henry W. Halleck à lancer une opération en aval, sur la rivière Tennessee, contre le Fort Henry. Foote devait opérer en liaison avec l'armée du District de Cairo (armée qui prendra plus tard le nom d'Armée du Tennessee), commandée par Ulysses S Grant, mais il neutralisera le fort avant que les troupes de Grant n'aient pu se mettre en position.
Foote lance ensuite l'escadre à l'attaque de Fort Donelson et rejoint l'Armée du Mississippi de John Pope, pour donner ensemble l'assaut à l'Îlot n°10, sur le Mississippi.
Charles H. Davis succédera à Foote et conduira le combat naval, et la capture, de Fort Pillow sur le Mississippi.
Durant la bataille de Memphis, la flotte des navires-béliers du colonel Charles Ellet, Jr. est rattachée à l'escadre. Après cette bataille, l'escadre passe sous le contrôle de l'Union Navy.
Davis soutiendra Grant dans sa première et infructueuse campagne pour s'emparer de Vicksburg. Le contre-amiral Porter (en) succède à Davis et dirige l'escadre lors de la bataille de Fort Hindman et la prise de Vicksburg. Il est aussi aux commandes lors de la désastreuse campagne de la Red River et manque de perdre la quasi-totalité de ses navires lors de la baisse du niveau des eaux. Seule l'action du lieutenant-colonel du Génie Joseph Bailey permettra d'éviter la destruction de l'escadre. Le commandement passe ensuite à Alexander Pennock puis Samuel P. Lee. Ce dernier commandera l'escadre jusqu'à sa dissolution le 14 août 1865.

## Les navires

### Origine
La stratégie nordiste vise à étrangler les sécessionnistes dans un blocus infranchissable. C'est le Plan Anaconda, imaginé au départ par le général Winfield Scott. La mise en œuvre de cette stratégie impose de prendre le contrôle du fleuve Mississippi et de ses affluents.
Le propriétaire d'un chantier naval de St-Louis (Missouri), James B Eads, propose au gouvernement fédéral de construire des navires de guerre pour opérer sur le bassin du Mississippi. Son offre est acceptée.
Il va construire plusieurs navires cuirassés (« ironclads »). D'autres navires, civils, seront aussi achetés et militarisés.

### Composition de l'escadre

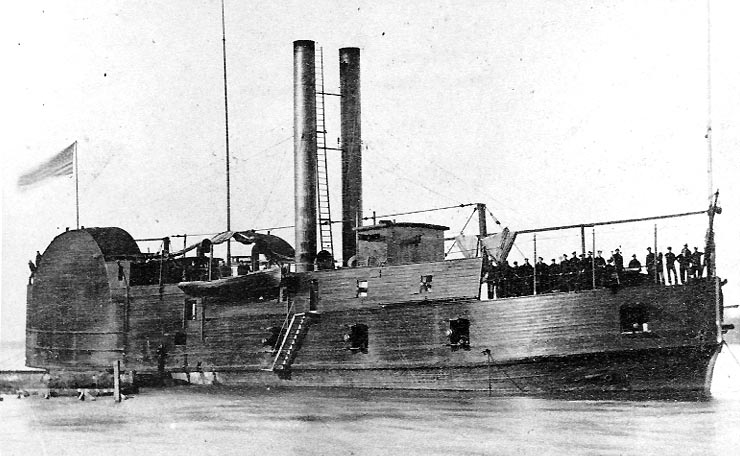
Un timberclad, USS Conestoga, en 1861

L'escadre est composée de deux types de navires. Ils sont tous cuirassés. Mais si certains sont cuirassés de fer, d'autres ne sont revêtus que d'épaisses planches de bois. Il s'agit en fait de navires de commerce ainsi militarisés.
- Ironclads : ce sont les navires protégés par une cuirasse en fer. 
  - USS Carondelet
  - USS Cincinnati
  - USS Essex
  - USS Saint-Louis
- Timberclads : ce sont les navires protégés par une cuirasse en bois.
  - USS Conestoga, armé de 4 canons de 32 livres.
  - USS Lexington, armé de 2 canons de 32 livres et 4 canons lisses de 8 pouces. Fin 1862, il recevra 2 canons de 30 livres rayés.
  - USS Tyler, armé d'un canon de 32 livres et 6 canons lisses de 8 pouces. Fin 1862, il recevra 3 canons de 30 livres rayés[2].

## Les hommes

### Les marins
Comme, à l'origine, ces navires sont placés sous les ordres de l'Armée et non de la Marine. Le personnel récupéré est de provenances diverses. Si des marins du Mississippi sont enrôlés, on trouve aussi des soldats, en particulier des artilleurs.
On trouvera même de la cavalerie, dans la Brigade des Marines du Mississippi. Cette unité a été levée pour fournir des troupes mobiles, unissant les trois armes, et destinée à donner la chasse aux raids confédérés.

### Commandants
| Commandant                        | de                | à                 | principaux combats                            |
| --------------------------------- | ----------------- | ----------------- | --------------------------------------------- |
| Commodore John Rodgers            | 16 mai 1861       | 30 août 1861      | constitution de la flottille                  |
| « Flag Officer » Andrew H Foote   | 30 août 1861      | 9 mai 1862        | Fort Henry, Fort Donelson, Island No. 10      |
| « Flag Officer » Charles H. Davis | 9 mai 1862        | 15 octobre 1862   | Fort Pillow (1862), Memphis, Chickasaw Bluffs |
| Contre-amiral David D. Porter     | 15 octobre 1862   | juillet 1864      | Arkansas Post, Vicksburg, Red River Campaign  |
| Captain Alexander M. Pennock      | juillet 1864      | 1er novembre 1864 | à titre temporaire                            |
| Contre-amiral Samuel P. Lee       | 1er novembre 1864 | 14 août 1865      |                                               |

## Sources
- Sur les opérations :
  - (en) B. Anderson, By sea and by River, the naval history of the Civil War, 1962, DaCapo Press,  (ISBN 0-306-80367-4).
  - (en) Chester G Hearn, Naval battles of the Civil War, 2000, Salamander books Ltd,
- Sur les navires :
  - (en) A Konstam, Union River Ironclads 1861-65, 2002, Osprey, New Vanguard 56,  (ISBN 1-84176-444-2),
  - (en) A Konstam, Mississippi River Gunboats of the American Civil War 1861-65, 2002, Osprey, New Vanguard 49,  (ISBN 1-84176-413-2),

## Pour en savoir plus